# Ben Brown
Timothy Benjamin Brown (Vicksburg, 19 maggio 1998) è un giocatore di football americano statunitense che milita nel ruolo di offensive guard per i New England Patriots della National Football League (NFL).

## Carriera

### Cincinnati Bengals
Al college Brown giocò a football a Ole Miss (2018-2021). Previsto come una scelta del quinto giro del Draft NFL 2022, a causa degli infortuni non venne selezionato e firmò da undrafted free agent con i Cincinnati Bengals. Nella prima gara di precampionato si infortunò a un bicipite, chiudendo così anzitempo la sua prima annata. L'anno seguente fu svincolato il 29 agosto 2023.

### Seattle Seahawks
Il 31 agosto 2023 Brown firmò con la squadra di allenamento dei Seattle Seahawks. Il 4 settembre fu promosso nel roster attivo. Debuttò nella settimana 3 contro i Carolina Panthers giocando 8 snap in attacco e 7 negli special team. Svincolato il 21 ottobre e poi riaggregato alla squadra di allenamento, fu quindi definitivamente svincolato il 26 novembre 2023.

### Arizona Cardinals
Il 1º gennaio 2024 Browns firmò per la squadra di allenamento degli Arizona Cardinals, ma dopo una settimana si concluse la stagione e i Cardinals non lo fecero firmare da riserva/contratto futuro, quindi divenne free agent.

### Las Vegas Raiders
Il 16 gennaio 2024 Brown firmò da riserva/contratto futuro con i Las Vegas Raiders. Prima dell'avvio della stagione 2024 non rientrò nel roster attivo iniziale dei Raiders e il 27 agosto 2024 fu svincolato, per poi essere aggregato alla squadra di allenamento il giorno successivo.

### New England Patriots
Il 10 ottobre 2024 Brown lasciò la squadra di allenamento dei Raiders per firmare con i New England Patriots.